# Línea 1 del Metro de Santo Domingo
La Línea 1 del Metro de Santo Domingo es la más antigua de las dos líneas que conforman el ferrocarril metropolitano de la capital de República Dominicana. Tiene un total de 16 estaciones a lo largo de sus 14,5 km kilómetros construidos.

## Historia

### Orígenes (2005-2009)
El proyecto de la línea 1 fue presentado como parte del entonces presidente de Brasil Lula da Silva a su par dominicano, Hipólito Mejía, pero este rechazó la propuesta. En 2005, durante el mandato de Leonel Fernández y con una inversión de más de 700 millones de dólares de la época, se iniciaron los trabajos para la construcción del primer sistema de ferrocarril urbano subterráneo en la República Dominicana.

### Inauguración (2009)

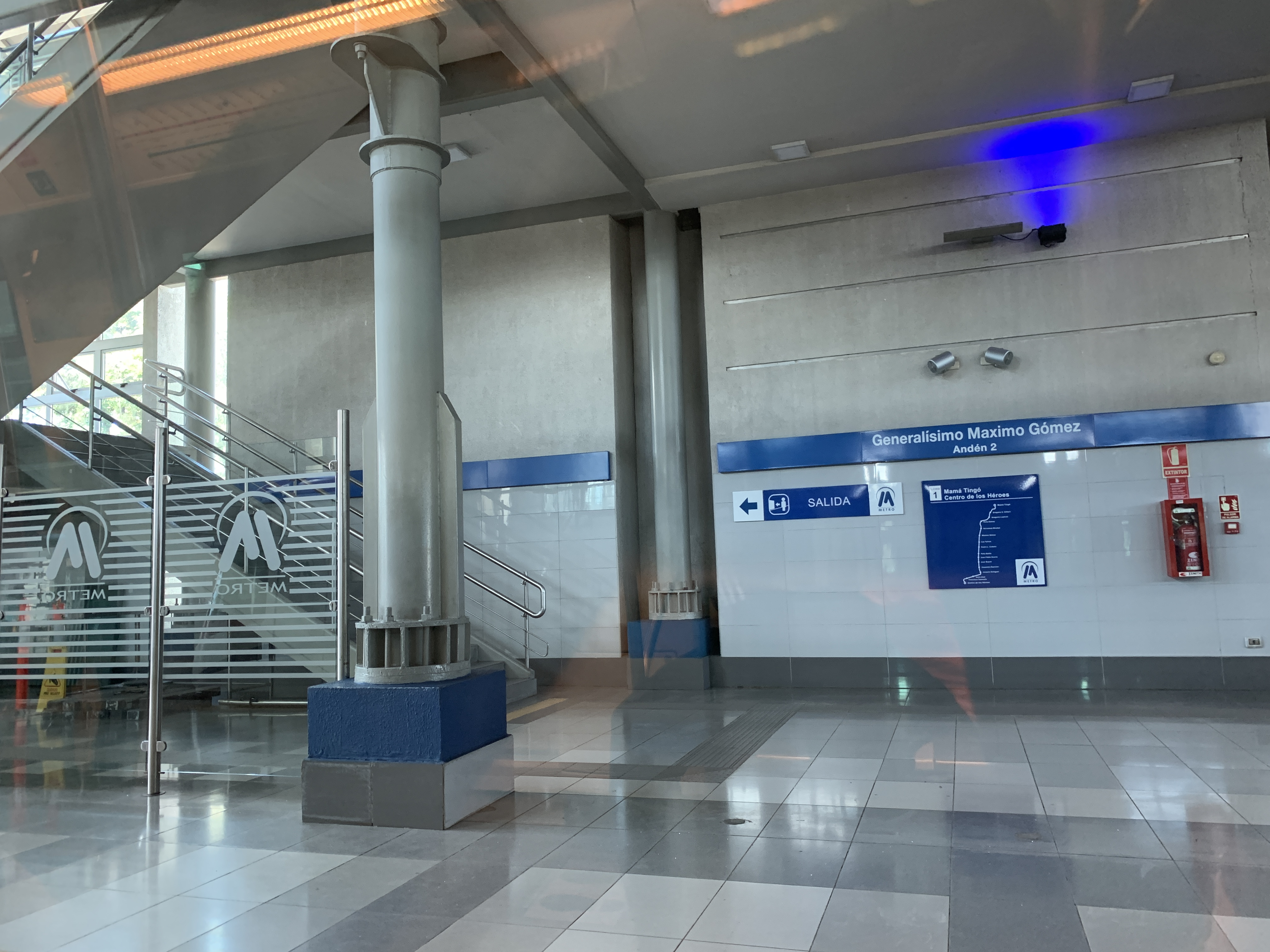

Fue inaugurado el 29 de enero de 2009 con una ruta en sentido norte-sur. Inicia su recorrido en la intersección de la Av. Charles de Gaulle con Av. Hermanas Mirabal, en Santo Domingo Norte. El primer tramo consiste en más de 5 km de vía elevada, cruzando el río Isabela para adentrarse en el Distrito Nacional. Al llegar a la estación Máximo Gómez se adentra bajo tierra, para seguir el eje de la avenida homónima durante 4,8 km. Al llegar al Ministerio de Educación, gira hacia el oeste por la calle Arístides Fiallo Cabral para dar servicio a la Universidad Autónoma de Santo Domingo. Concluye su trayecto en el Centro de los Héroes.

### Extensión Línea 1B (2021-)

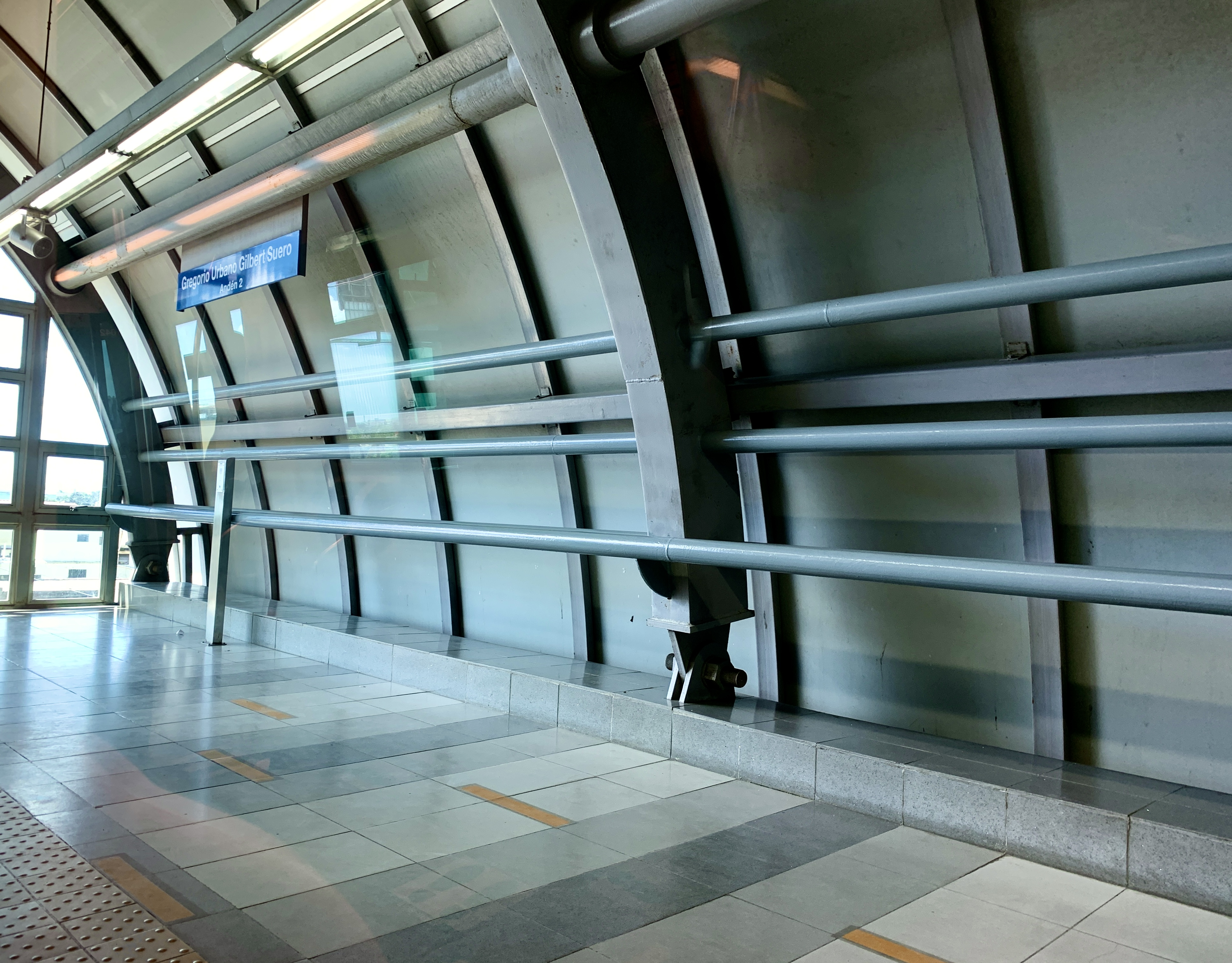

En 2021, se iniciaron los trabajos de ampliación de las estaciones elevadas para acoger trenes de seis vagones.
En agosto de 2023, la Oficina Para el Reordenamiento del Transporte (OPRET) inició las licitaciones para la extensión de la Línea 1 hacia Punta de Villa Mella, presentado como «Línea 1B». La ampliación presentada tiene una extensión de 2,3 km, con dos estaciones hacia el norte de la actual terminal «Mamá Tingó» e incluye parqueo para automóviles y cocheras para trenes.
El 6 de marzo de 2024, el presidente Luis Abinader dio inicio a la construcción, junto con anunciar que la inversión total es de 185 millones de dólares y beneficiará a cerca de 372 mil habitantes. La entrega está prevista originalmente para 2027.

## Estaciones
El nombre de las estaciones de la extensión de la Línea 1B aún no ha sido confirmado. Las estaciones, en el sentido de norte a sur, son las siguientes:
| Estación                  | Inauguración        | Ubicación estimada                    | Comb.                   | Tipo de estación |
| ------------------------- | ------------------- | ------------------------------------- | ----------------------- | ---------------- |
| San Felipe                | est. 2027           | Comunidad de San Felipe               |                         | Elevada          |
| Ramón Matías Mella        | est. 2027           | Centro Educativo Ramón Matías Mella   |                         | Elevada          |
| Mamá Tingó                | 29 de enero de 2009 | Villa Mella                           |                         | Elevada          |
| Gregorio U. Gilbert       | 29 de enero de 2009 | Ensanche La Paz                       |                         | Elevada          |
| Gregorio Luperón          | 29 de enero de 2009 | Los Cerros de Buena Vista             |                         | Elevada          |
| José Francisco Peña Gómez | 29 de enero de 2009 | Los Guaricanos                        |                         | Elevada          |
| Hermanas Mirabal          | 29 de enero de 2009 | Parque Mirador Norte                  |                         | Elevada          |
| Generalísimo Máximo Gómez | 29 de enero de 2009 | La Isabela                            |                         | Superficial      |
| Los Taínos                | 29 de enero de 2009 | Avenida Nicolás de Ovando             |                         | Subterránea      |
| Pedro L. Cedeño           | 29 de enero de 2009 | Cementerio Nacional                   |                         | Subterránea      |
| Peña Battle               | 29 de enero de 2009 | Villa Juana                           |                         | Subterránea      |
| Juan Pablo Duarte         | 29 de enero de 2009 | Avenida John F. Kennedy               | Combinación con Línea 2 | Subterránea      |
| Profesor Juan Bosch       | 29 de enero de 2009 | Avenida 27 de Febrero                 |                         | Subterránea      |
| Casandra Damirón          | 29 de enero de 2009 | Teatro Nacional y Plaza de la Cultura |                         | Subterránea      |
| Joaquiín Balaguer         | 29 de enero de 2009 | Ministerio de Educación               |                         | Subterránea      |
| Amín Abel                 | 29 de enero de 2009 | UASD                                  |                         | Subterránea      |
| Francisco A. Caamaño      | 29 de enero de 2009 | Avenida Abraham Lincoln               |                         | Subterránea      |
| Centro de los Héroes      | 29 de enero de 2009 | La Feria                              |                         | Subterránea      |